# BBÖ VT 44
Die Reihe VT 44 war eine Verbrennungsmotortriebwagenreihe der BBÖ.

## Geschichte

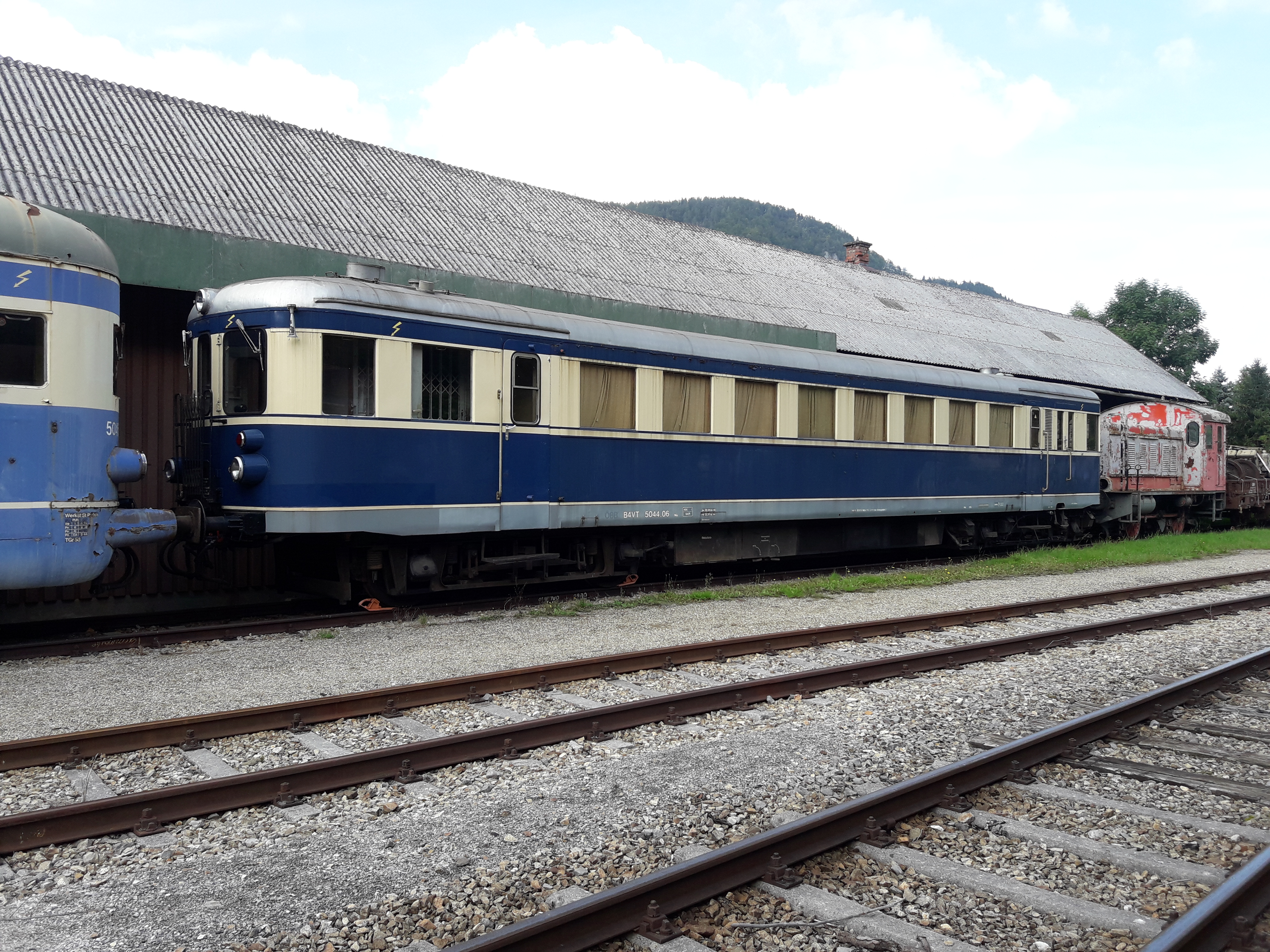
Abgestellter Triebwagen 5044.06 in St. Aegyd am Neuwalde

Obwohl mit den Triebwagen der BBÖ-Reihe VT 42 moderne Fahrzeuge mit dieselelektrischem Antrieb zur Verfügung standen, entschieden sich die BBÖ im Frühjahr 1937, aus Kostengründen auf eine neue, als VT 44 bezeichnete Fahrzeugbauart überzugehen, und bestellten insgesamt 16 Exemplare. Mit diesen Fahrzeugen erfolgte der Übergang von der elektrischen zur hydraulischen Kraftübertragung.
Der erste VT 44 wurde am 12. März 1938 ausgeliefert, also an dem Tag, an dem der Anschluss Österreichs durch deutsche Truppen erfolgte. Wenige Tage später beendeten die neuen Machthaber auch die Existenz der BBÖ, die in die Deutsche Reichsbahn (DR) eingegliedert wurden.
Die DR bestellte im Juli 1938 zehn weitere VT 44, die nur mehr die DR-Nummern C4ivT 921 bis 930 erhielten. Sie wurden erst 1940 ausgeliefert. Zu diesem Zeitpunkt war der zivile Verkehr mit Verbrennungstriebfahrzeugen schon eingestellt, sodass alle zehn Triebwagen bereits mit einer auf die Bedürfnisse der deutschen Wehrmacht abgestellten Inneneinrichtung in Betrieb genommen wurden. Die meisten anderen VT 44 erhielten im Laufe des Krieges ebenfalls eine geänderte Inneneinrichtung mit Übernachtungs- und Aufenthaltsräumen. Alle so adaptierten Triebwagen fanden im Kriegseinsatz Verwendung, was zur Folge hatte, dass die meisten Fahrzeuge im Krieg zerstört wurden und nach 1945 von insgesamt 26 Triebwagen nur mehr neun (VT 44.02, 06, 11, 16–19, 21 und 23) wieder aufgebaut werden konnten. Im Nummernschema des Jahres 1953 erhielten die VT 44 die Reihenbezeichnung 5044. Die ursprünglichen BBÖ-Ordnungsnummern blieben unverändert, die von der DR bestellten Fahrzeuge wurden sinngemäß weitergezählt.
Sie wurden ursprünglich für Eil- und Schnellzugverbindungen auf der West- und Südbahn eingesetzt. Fünf Steuerwagen wurden in die Triebwagen ÖBB 5144.01–05 umgebaut, die sich in Details von der Reihe 5044 unterschieden.
Als sie durch die fortschreitende Elektrifizierung und durch die Indienststellung der Reihe 5045 („Blauer Blitz“) verdrängt wurden, führten sie auf Nebenbahnen Regionalzüge, so z. B. auf der Lokalbahn Mürzzuschlag–Neuberg in der Steiermark oder im Niederösterreichischen Weinviertel. Die letzten Fahrzeuge wurden 1988 ausgemustert; der 5044.06 blieb museal erhalten.

## Technik
Insbesondere die durch die „Aufladung“ (Zuführung von Verbrennungsluft unter Überdruck zur Leistungssteigerung) erzielte Leistungssteigerung bei Dieselmotoren war von entscheidender Bedeutung für die Entwicklung des VT 44. Die für das Verdichten der Verbrennungsluft benötigte Energie gewann man mittels Abgasturboladern durch Nutzung der nach den Auslassventilen in den Abgasen vorhandenen Energie.
Der Motor des VT 44 stellte eine Weiterentwicklung des R8-Motors dar, Zylinderbohrung und Kolbenhub des neuen R12a-Motors („a“ steht hier für aufgeladen) waren gleich wie beim R8-Motor. Die Aufladung war – dem Stand der Technik entsprechend – noch nicht sehr hoch; konkret betrug sie etwa 0,3 bar. Aber selbst durch diese bescheidene Aufladung und die Erhöhung der Zylinderzahl von 8 auf 12 gelang es, die Leistung des Dieselmotors auf 425 PS (= 313 kW) bei 1300/min zu steigern.
Der R12a-Motor erbrachte also etwa die doppelte Nennleistung des R8-Motors, und es schien daher möglich, das gesamte Leistungsprogramm des zweimotorigen VT 42 mit einem einmotorigen Triebwagen zu erfüllen.
Die Triebwagen der Reihe VT 44 erhielten eine Vielfachsteuerung für zwei Triebwagen und eine Fernsteuerung für Fahrt mit einem Steuerwagen voraus.
Das hydraulische Getriebe der Bauart Voith T45MZ wurde über eine Gummischeibengelenkkupplung vom Motor angetrieben. Es bestand aus vier Wandlern, und zwar zwei Anfahrwandlern und zwei Marschwandlern. Die beiden Anfahrwandler arbeiteten gleichzeitig vom Stillstand bis zu einer Geschwindigkeit von etwa 55 km/h, dann erfolgte die Umschaltung auf Marschwandler 1, der die Achse I antrieb. Bei etwa 85 km/h übernahm der Marschwandler 2 die Kraftübertragung auf die Achse II. Die Kraftübertragung vom hydraulischen Getriebe zu den Achsen erfolgte mit je einer Kardanwelle.